# Koźla Kożuchowska
Koźla Kożuchowska – przystanek osobowy w Koźli, w gminie Świdnica, w powiecie zielonogórskim, w województwie lubuskim. Położony jest przy linii kolejowej z Zielonej Góry do Żar. Został oddany do użytku w 1904 roku.

## Wymiana pasażerska
| Rok  | Wymiana pasażerska na dobę |
| ---- | -------------------------- |
| 2017 | 0-9                        |
| 2023 | 20-49                      |